# Montailleur
Montailleur est une commune française située dans le département de la Savoie, en région Auvergne-Rhône-Alpes.

## Géographie

### Situation
Montailleur se situe entre Montmélian et Albertville et s'inscrit dans la haute combe de Savoie. Plus précisément, la commune se situe entre la pleine alluviale de l'Isère et les contreforts du versant Sud du massif des Bauges, elle est aux pieds du mont d'Armène et de la montagne de la Lanche. Montailleur fait partie du canton de Grésy sur Isère, qui s'étire jusqu'à Albertville d'un côté et de l'autre de l'Isère. Le canton présente la particularité de tangenter Albertville, avec un Chef-lieu (Grésy sur Isère), à l’extrémité Sud-Ouest de son territoire. L’organisation socio-économique du canton est donc influencée par la proximité d’Albertville, mais aussi, à l’Ouest par Saint Pierre d’Albigny, voire l’agglomération chambérienne.
Montailleur recouvre une superficie de 1530 ha, seulement 348 ha sont exploités par l’agriculture. Elle fait partie du Parc Naturel Régional des Bauges.
La commune de Montailleur est composée de quatre secteurs géographiques :
- des terres gagnées sur l'Isère par l'endiguement (fin du XIXe siècle) ;
- le replat de Grésy-sur-Isère à Fournieux ;
- le versant des  Bauges, couvert de bois et broussailles ;
- le bassin du Nant Fourchu, où se versent les eaux des monts Pecloz et de l'Armène et qui se jette dans le Chéran.

### Villages et hameaux
La commune est composée de plusieurs hameaux : Montailleur, Montailloset, L'Epigny, Crévilly, La tour, Le Château, Planvillard et Le Mont, en bordure du talus Le Villard, La Chagne, Fournieux.

### Voies de communication et transports
Montailleur bénéficie des infrastructures de transports qui sillonnent la Combe de Savoie :
• la R.D. 201, qui longe le versant Sud des Bauges et assure aujourd’hui un rôle de desserte locale essentiellement,
• la R.D.1090, qui longe la limite Sud de la commune,
• l’autoroute A43
• la voie ferrée (une gare est implantée à Grésy sur Isère, à proximité de la commune et notamment du hameau du Villard).
Ces infrastructures « rapprochent » la commune des principaux pôles urbains du département et ainsi sont des atouts indéniables en termes économiques.

### Climat
Pour des articles plus généraux, voir Climat d'Auvergne-Rhône-Alpes et Climat de la Savoie.
En 2010, le climat de la commune est de type climat des marges montargnardes, selon une étude du Centre national de la recherche scientifique s'appuyant sur une série de données couvrant la période 1971-2000. En 2020, Météo-France publie une typologie des climats de la France métropolitaine dans laquelle la commune est exposée à un climat de montagne ou de marges de montagne et est dans la région climatique Alpes du nord, caractérisée par une pluviométrie annuelle de 1 200 à 1 500 mm, irrégulièrement répartie en été.
Pour la période 1971-2000, la température annuelle moyenne est de 10,8 °C, avec une amplitude thermique annuelle de 19,1 °C. Le cumul annuel moyen de précipitations est de 1 438 mm, avec 10,1 jours de précipitations en janvier et 8,9 jours en juillet. Pour la période 1991-2020, la température moyenne annuelle observée sur la station météorologique de Météo-France la plus proche, « Gilly sur Isère », sur la commune de Gilly-sur-Isère à 7 km à vol d'oiseau, est de 11,4 °C et le cumul annuel moyen de précipitations est de 1 353,7 mm,. Pour l'avenir, les paramètres climatiques de la commune estimés pour 2050 selon différents scénarios d'émission de gaz à effet de serre sont consultables sur un site dédié publié par Météo-France en novembre 2022.

## Urbanisme

### Typologie
Au 1er janvier 2024, Montailleur est catégorisée commune rurale à habitat dispersé, selon la nouvelle grille communale de densité à sept niveaux définie par l'Insee en 2022.
Elle est située hors unité urbaine. Par ailleurs la commune fait partie de l'aire d'attraction d'Albertville, dont elle est une commune de la couronne,. Cette aire, qui regroupe 30 communes, est catégorisée dans les aires de 50 000 à moins de 200 000 habitants,.

### Occupation des sols
L'occupation des sols de la commune, telle qu'elle ressort de la base de données européenne d’occupation biophysique des sols Corine Land Cover (CLC), est marquée par l'importance des forêts et milieux semi-naturels (67 % en 2018), en diminution par rapport à 1990 (68,4 %). La répartition détaillée en 2018 est la suivante : 
forêts (47,9 %), zones agricoles hétérogènes (13,9 %), espaces ouverts, sans ou avec peu de végétation (13,6 %), terres arables (9,5 %), milieux à végétation arbustive et/ou herbacée (5,4 %), eaux continentales (4,8 %), prairies (4 %), zones urbanisées (0,9 %).
L'IGN met par ailleurs à disposition un outil en ligne permettant de comparer l’évolution dans le temps de l’occupation des sols de la commune (ou de territoires à des échelles différentes). Plusieurs époques sont accessibles sous forme de cartes ou photos aériennes : la carte de Cassini (XVIIIe siècle), la carte d'état-major (1820-1866) et la période actuelle (1950 à aujourd'hui).

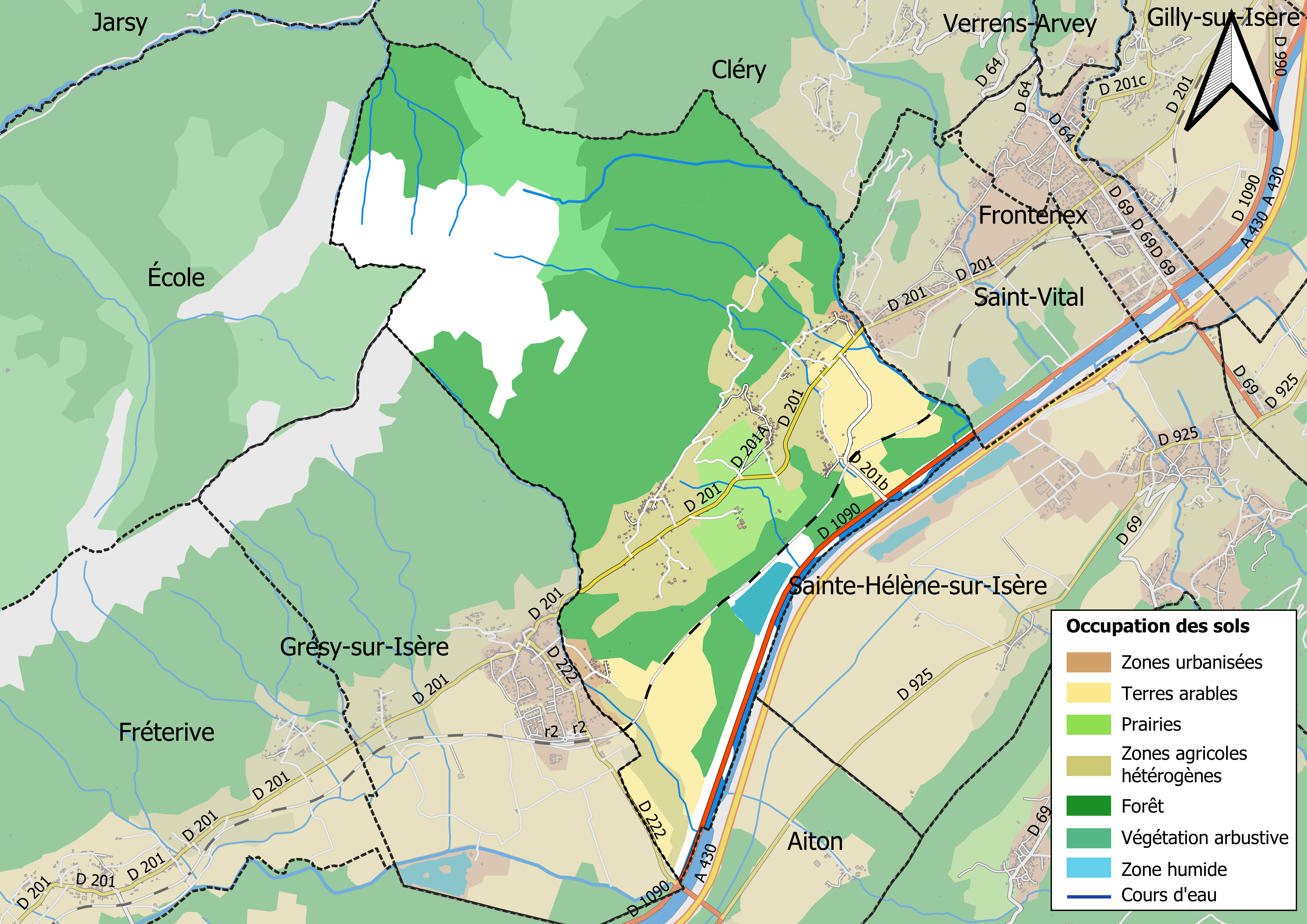
Carte des infrastructures et de l'occupation des sols en 2018 (CLC) de la commune.
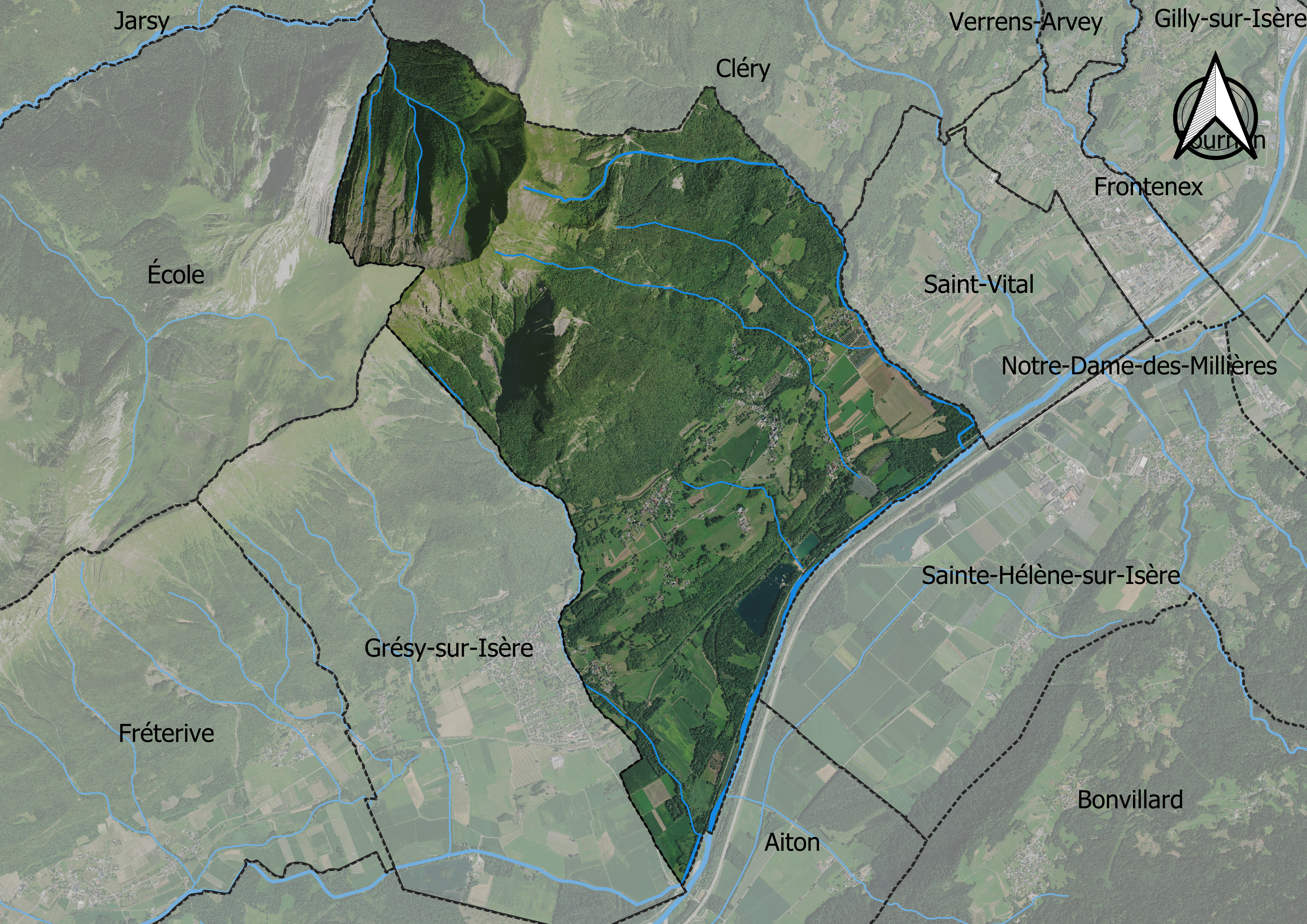
Carte orthophotogrammétrique de la commune.

## Toponymie
On trouve les premières formes anciennes Montelos (vers 1100), Monteloso (vers 1216), Montalliou (1523), ou encore Montalieu au XVIIIe siècle.
Le nom « Montailleur » semble venir d'un nom de famille latin « Montelius » avec le suffixe « -acum » qui signifie « domaine ». Montailleur serait ainsi le domaine de Montelius. Les auteurs de l'Histoire des communes de Savoie indiquent qu'il pourrait également provenir du bas latin montilius, dérivant de mons.
En francoprovençal, le nom de la commune s'écrit Montayeû, selon la graphie de Conflans.

## Histoire
Au Moyen Âge, siège de seigneurie, en son centre se trouvait la maison forte de la Gorge.
La 31 juillet 1963, un incendie a lieu dans le centre de Montailleur. Il détruit en partie le centre du village. L'incendie ne fait aucun mort mais détruit la cure, faisant disparaître avec elle un grand nombre de registres paroissiaux.

## Politique et administration

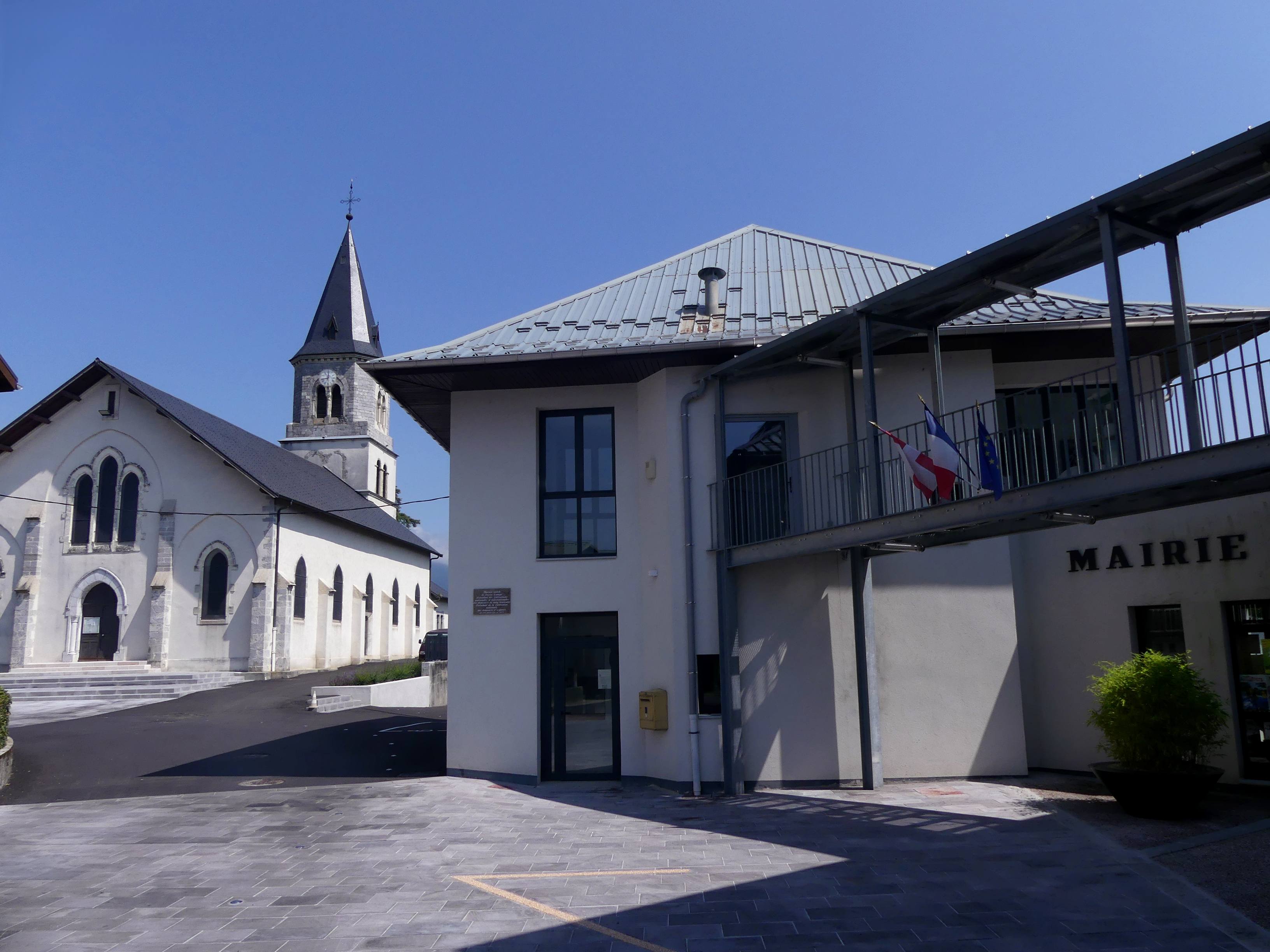
Mairie de Montailleur.

| Période                                  | Période      | Identité                   | Étiquette | Qualité |
| ---------------------------------------- | ------------ | -------------------------- | --------- | ------- |
|                                          |              | Joseph-Sébastien Challend  | ...       | ...     |
|                                          |              | ...                        | ...       | ...     |
| 20 Mars 1977                             | 5 Mars 1983  | Jean Métral                | ...       | ...     |
| 6 Mars 1983                              | 23 Juin 1995 | Jean-Claude Audemard       | ...       | ...     |
| 24 Juin 1995                             | 23 Mars 2001 | Jean-Louis Carrin          | ...       | ...     |
| 23 Mars 2001                             | Juillet 2006 | Claudine Bouchet           | ...       | ...     |
| mars 2001                                | En cours     | Jean-Claude Sibuet-Becquet | ...       | ...     |
| Les données manquantes sont à compléter. |              |                            |           |         |

## Démographie
Les habitants de la commune sont appelés les Montaillosais,.
L'évolution du nombre d'habitants est connue à travers les recensements de la population effectués dans la commune depuis 1793. Pour les communes de moins de 10 000 habitants, une enquête de recensement portant sur toute la population est réalisée tous les cinq ans, les populations de référence des années intermédiaires étant quant à elles estimées par interpolation ou extrapolation. Pour la commune, le premier recensement exhaustif entrant dans le cadre du nouveau dispositif a été réalisé en 2004.

En 2022, la commune comptait 664 habitants, en évolution de −2,35 % par rapport à 2016 (Savoie : +3,63 %, France hors Mayotte : +2,11 %).
| 1793 | 1800 | 1806 | 1822  | 1838  | 1848  | 1858 | 1861 | 1866 |
| ---- | ---- | ---- | ----- | ----- | ----- | ---- | ---- | ---- |
| 743  | 866  | 873  | 1 032 | 1 167 | 1 115 | 931  | 900  | 919  |

| 1872 | 1876 | 1881 | 1886 | 1891 | 1896 | 1901 | 1906 | 1911 |
| ---- | ---- | ---- | ---- | ---- | ---- | ---- | ---- | ---- |
| 914  | 957  | 928  | 937  | 891  | 815  | 772  | 760  | 720  |

| 1921 | 1926 | 1931 | 1936 | 1946 | 1954 | 1962 | 1968 | 1975 |
| ---- | ---- | ---- | ---- | ---- | ---- | ---- | ---- | ---- |
| 637  | 621  | 567  | 527  | 473  | 509  | 432  | 431  | 367  |

| 1982 | 1990 | 1999 | 2004 | 2006 | 2009 | 2014 | 2019 | 2022 |
| ---- | ---- | ---- | ---- | ---- | ---- | ---- | ---- | ---- |
| 410  | 477  | 588  | 584  | 576  | 608  | 678  | 678  | 664  |

## Culture locale et patrimoine

### Lieux et monuments

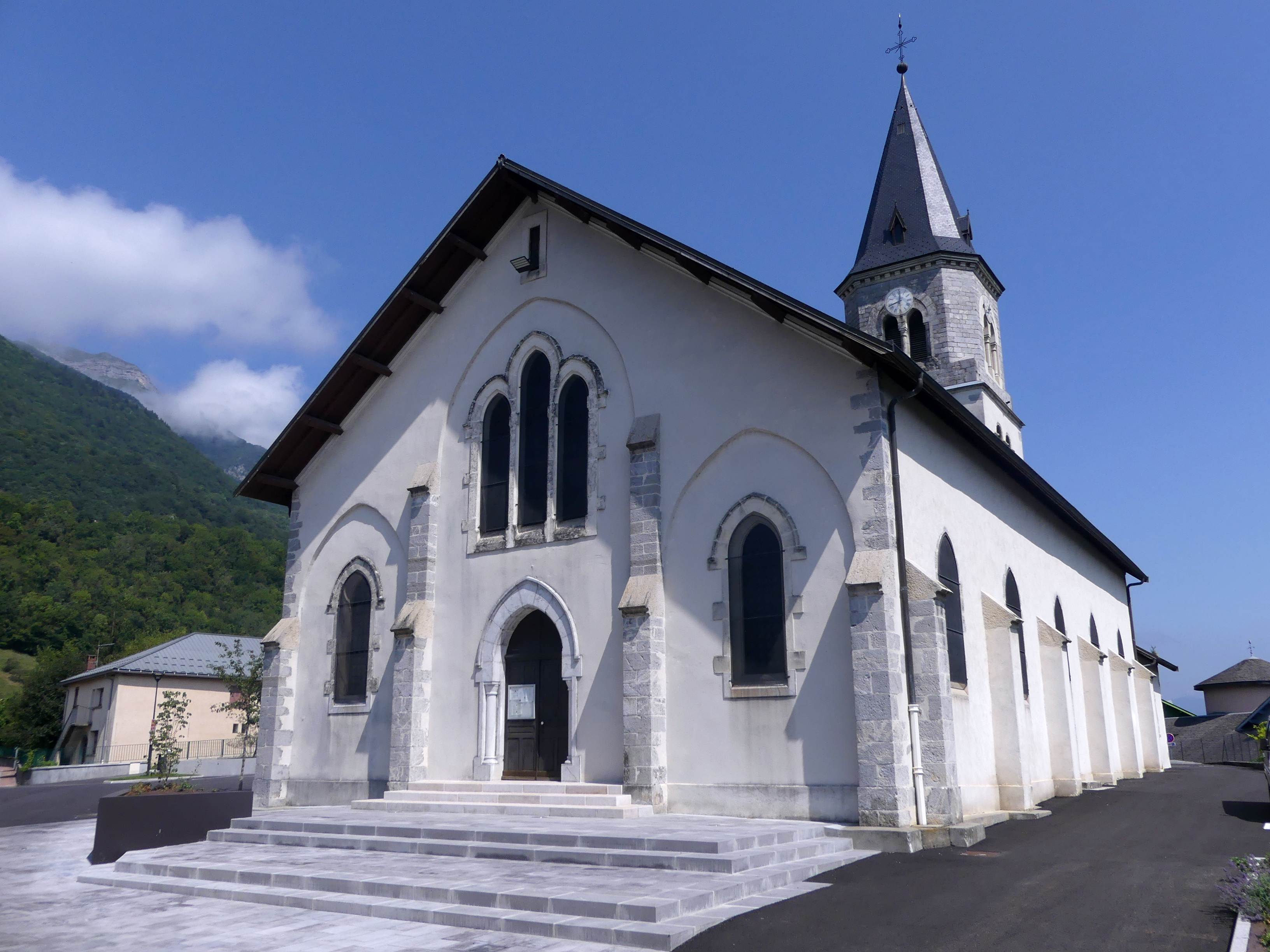
L'église Saint-Maurice de Montailleur.

- Le château de Montailleur (XIIe et XIIIe siècles), endommagé au début du XVIe siècle lors des attaques des Dauphins.
- La chapelle Saint-Michel, dédiée à l'archange Michel, est située au hameau du château et lui a été associée. Un chemin d'accès public a été réalisé en 2011 et la municipalité a pour projet de restaurer la chapelle. Au cours du XIXe siècle, une messe est célébrée chaque dimanche en son sein[1]. Elle fait également l'objet d'un pèlerinage annuel le jour de la fête de l'archange, le 29 septembre[1]. Les femmes du village [apportaient] à la chapelle des offrandes pour le prêtre, principalement du blé, ce qui est évidemment un souvenir de l'ancien servis[19]. Si sa mise en place est inconnue, il se déroule jusqu'en 1940[1]. Il s'agit, pour l'ethnographe Arnold van Gennep, de la seule pratique populaire liée à l'archange Michel en Savoie[19].
- L'église placée sous le patronage de saint Maurice (située au chef-lieu). Le nouvel édifice, de style néogothique, est construit selon les plans de l'architecte des Bâtiments du département et architecte diocésain, Joseph Samuel Revel, en 1884. Elle est consacrée en 1885[20].
- La Ruaz ou Roua, section de l'ancienne voie romaine découverte au début du XXe siècle. Elle se situe sous le chef-lieu.

### Personnalités liées à la commune
- Famille Poypon de Montailleur (1307 et 1491)[21].
- Joseph-Sébastien Challend, député de la Savoie au Parlement de Turin pour le collège d'Albertville, en mars 1860, maire de la commune au lendemain de l'annexion de la Savoie (juin 1860).
- Pierre Grange (1924-1973). Pionnier de la transfusion sanguine. Il est fils d'instituteur. Il est né à Tournon, mais a grandi à Montailleur, où la maison familiale est devenue la mairie du village[22].